# Chikugo
Este artigo é sobre a cidade japonesa. Sobre a antiga província japonesa com este nome, veja Província de Chikugo.
Chikugo (筑後市; -shi) é uma cidade japonesa localizada na prefeitura de Fukuoka.
Em 2003 a cidade tinha uma população estimada em 47 736 habitantes, tendo uma densidade populacional de 1 140,65 habitantes por km². Tem uma área total de 41 85 km².
A cidade foi fundada a 1 de Abril de 1954.